# 揖斐峡

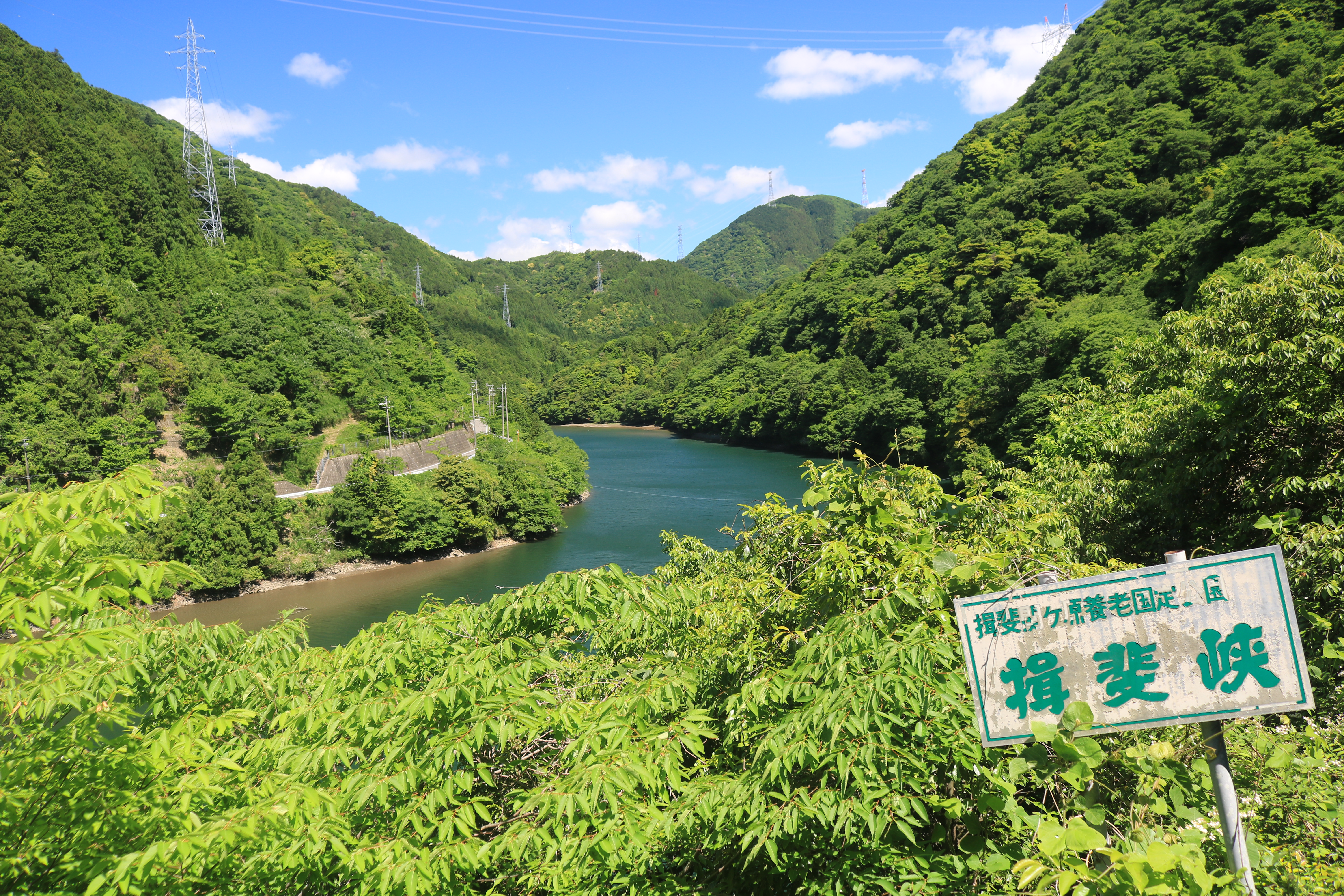
揖斐川の左岸を通る岐阜県道271号揖斐峡公園線から望む揖斐峡

揖斐峡（いびきょう）は、岐阜県揖斐郡揖斐川町にある揖斐川中流の渓谷。
揖斐関ヶ原養老国定公園、揖斐県立自然公園の一部である。

## 概況
- 揖斐川のダム（西平ダム）でせきどめられた人造湖を中心としている。
- ヤマザクラ、紅葉の名所であり、飛騨・美濃紅葉三十三選の一つに指定されている。
- かつては国道303号から眺めることができたが、1977年（昭和52年）に新北山トンネルの開通によりルート変更され、眺めることはできなくなった。かつての旧道は岐阜県道271号揖斐峡公園線となっているが、1.5車線の狭い道路である。

## アクセス
- 国道303号より岐阜県道271号揖斐峡公園線（右岸）
- 岐阜県道254号藤橋池田線（左岸）
- 養老鉄道養老線揖斐駅より揖斐川町コミュニティバス東津汲、広瀬、星のふる里ふじはし行きで「揖斐峡」バス停下車

- 揖斐峡 - 地理院地図
- 揖斐峡 - Google マップ

## 揖斐峡の風景

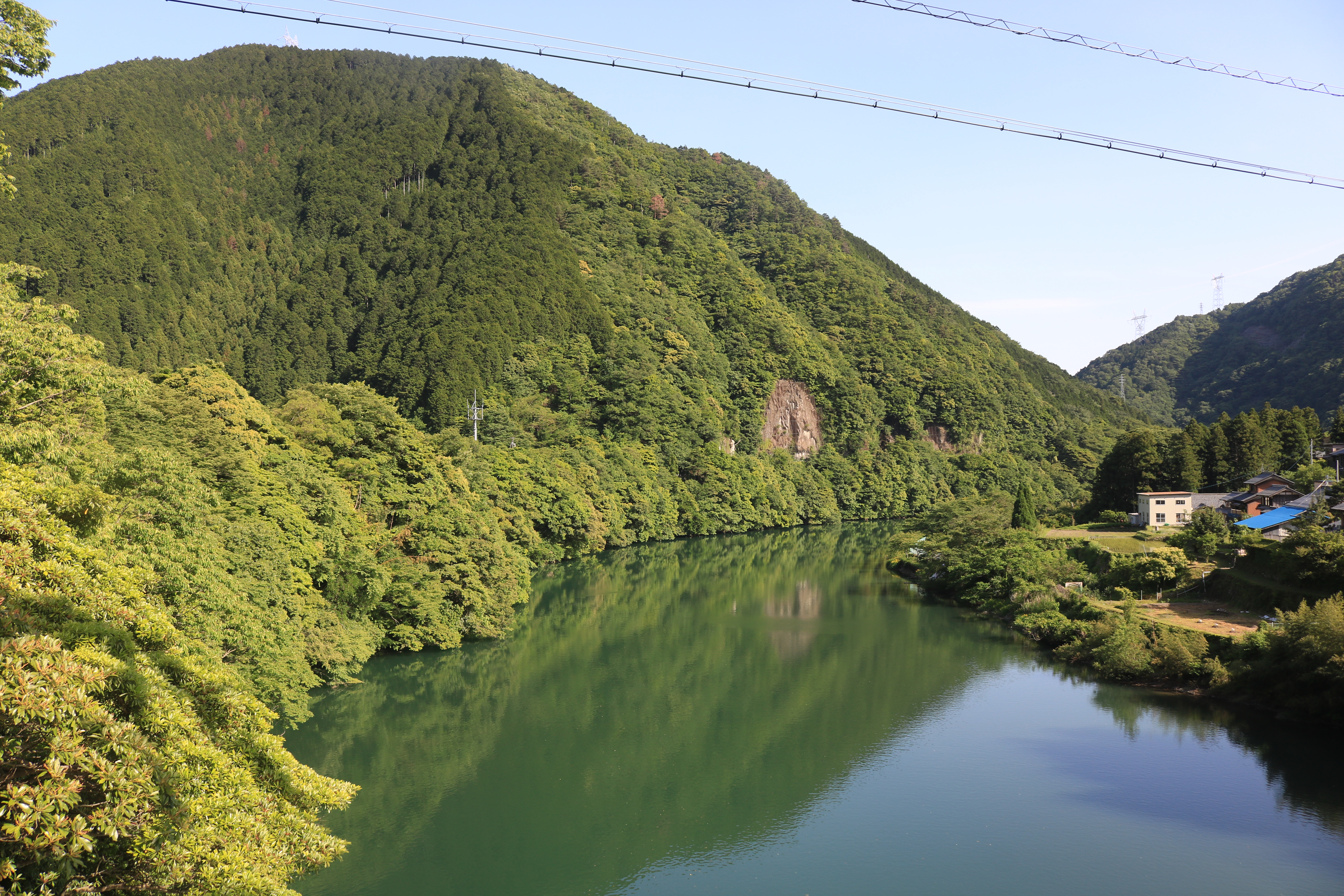
岐阜県道40号山東本巣線の揖斐峡大橋から望む揖斐峡
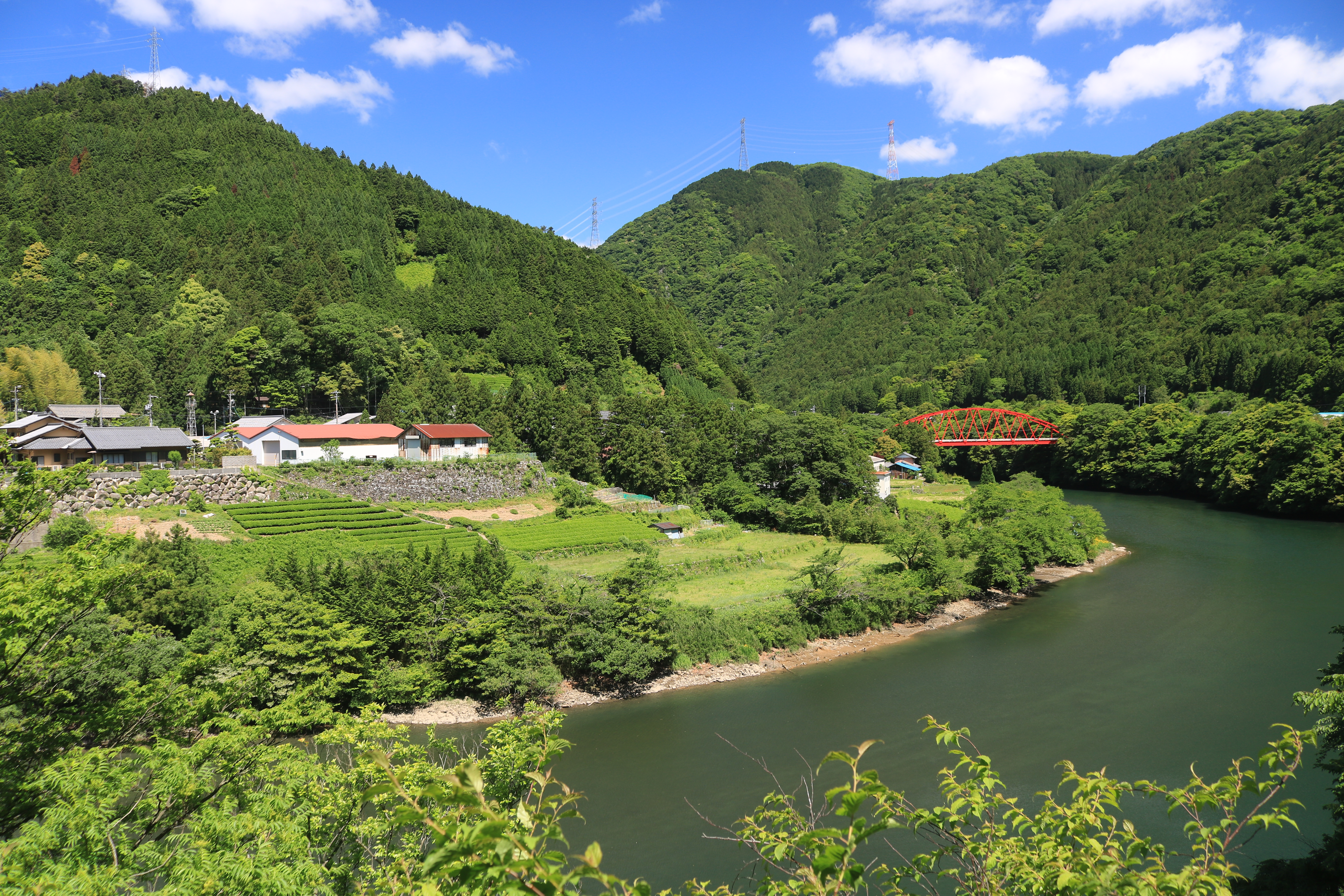
揖斐峡大橋と揖斐峡
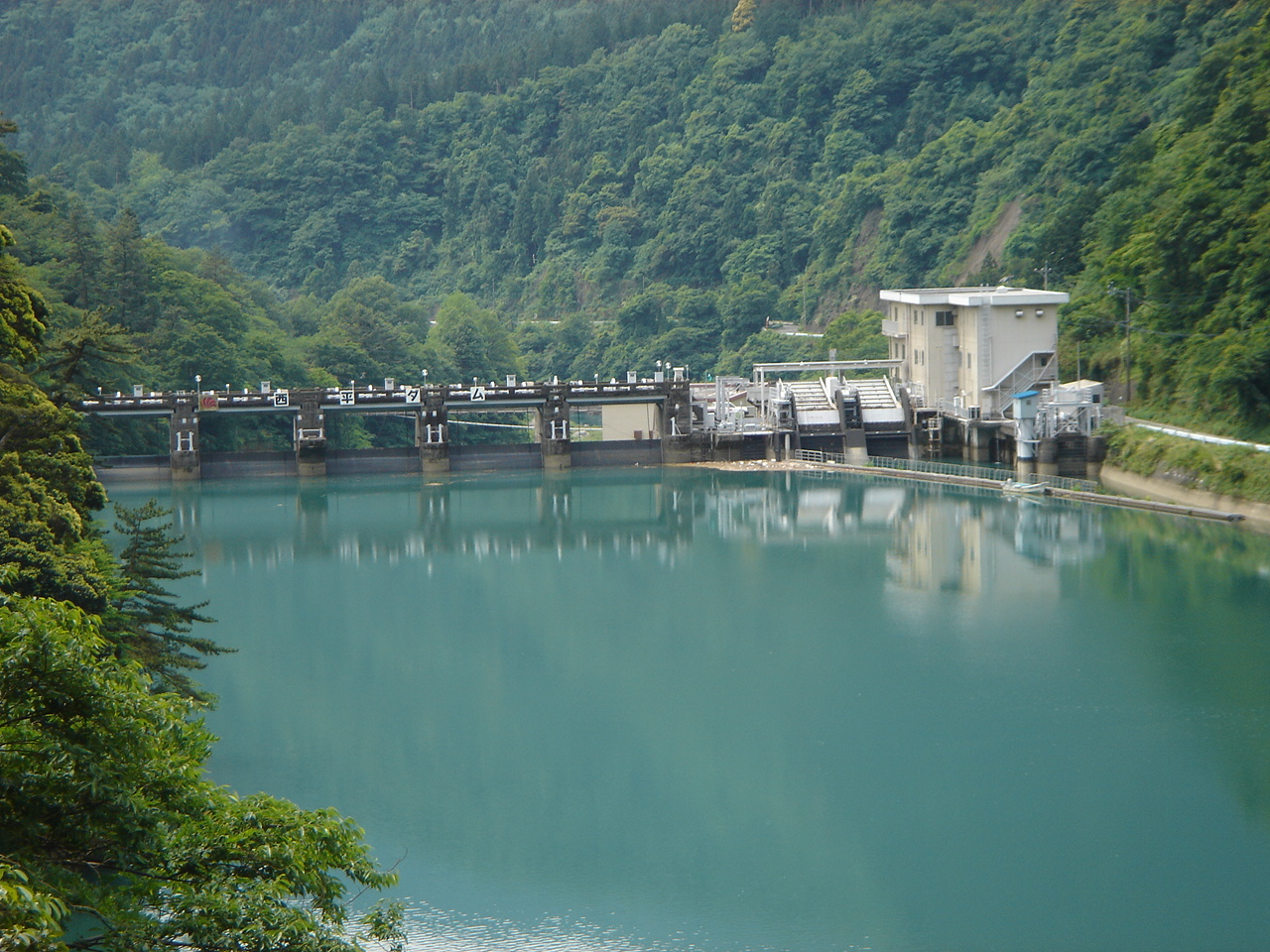
下流にある西平ダム

座標: 北緯35度31分46.9秒 東経136度31分43.9秒 / 北緯35.529694度 東経136.528861度